# Marcos Antonio Senna da Silva
Marcos Antonio Senna da Silva (São Paulo, 17 de juliol de 1976) més conegut com a Marcos Senna és un exfutbolista brasiler que posseeix la nacionalitat espanyola. Gràcies a això, va aconseguir ser convocat amb la selecció espanyola, sent així el primer brasiler que jugava un Mundial amb la selecció espanyola.

## Trajectòria
Després de conquerir el Mundialet de clubs l'any 2000 amb el SC Corinthians, Senna fitxà l'any 2002 pel Vila-real CF, club de la Primera divisió espanyola.
Aquest jugador d'origen brasiler no tardà a consolidar-se com a centrecampista de contenció, gràcies a la seva visió de joc, la seva categoria en la passada i la potència dels seus xuts. Senna ha jugat amb la samarreta del Vila-real CF la Copa de la UEFA i la Champions League, a més d'un subcampionat de Primera divisió espanyola.

## Historial de clubs
- Rio Branco Esporte Clube
- América Football Club (1/7/1998 - 30/6/1999)
- SC Corinthians (1/7/1999 - 30/6/2000)
- Juventude (1/7/2000 - 30/6/2001)
- AD São Caetano (1/7/2001 - 30/6/2002)
- Vila-real CF (1/7/2002 - 12/6/2013)
- New York Cosmos (13/6/2013 - 15/11/2015)

## Internacional
Debutà amb la selecció espanyola el març de 2006, com a suplent en el partit amistós contra la Costa d'Ivori que Espanya guanyà per 3-2.
Ha participat en la fase final del Copa del Món de Futbol 2006.
A l'Eurocopa 2008 ha participat durant tots els partits sense perdre cap minut, sent peça clau per a Luis Aragonés junt amb el barcelonista Xavi Hernández.
Marcà un gol en la tanda de penals davant la selecció de futbol d'Itàlia i jugà la final contra la selecció de futbol d'Alemanya amb què la selecció espanyola de futbol es proclamà campiona, guanyant per 0-1 amb gol del Niño Torres.
Abans de començar l'Eurocopa, molts havien criticat Luis Aragonés per no donar la titularitat a Cesc Fàbregas, ja que no hi havia molta confiança amb Senna, però l'hispanobrasiler jugà el millor torneig de la seva vida, fent callar totes les crítiques i rebent elogis d'arreu d'Europa i d'Espanya. Tant és així, que al final de l'Eurocopa s'elaborà una llista de la plantilla ideal del campionat i Senna estigué dins d'aquesta plantilla, junt amb 8 jugadors més de la selecció.

## Palmarès
- 1 Campionat d'Europa de futbol: 2008
- 2 Estatals, Corinthians (1999) i Juventude (2001)
- 3 Lligas, Corinthians, 1999 i New York Cosmos, 2013 i 2015
- 2 Copa Intertoto, Vila-real, 2003 i 2004
- 1 Mundialet de clubs, Corinthians, 2000
- Subcampió de la Copa Libertadores, Sao Caetano, 2002
- Subcampió de la Primera divisió espanyola, Vila-real, 2008
- Semifinalista de la Champions League, Vila-real, 2006
- Semifinalista de la Copa de la UEFA, Vila-real, 2004